# Rana kłuta

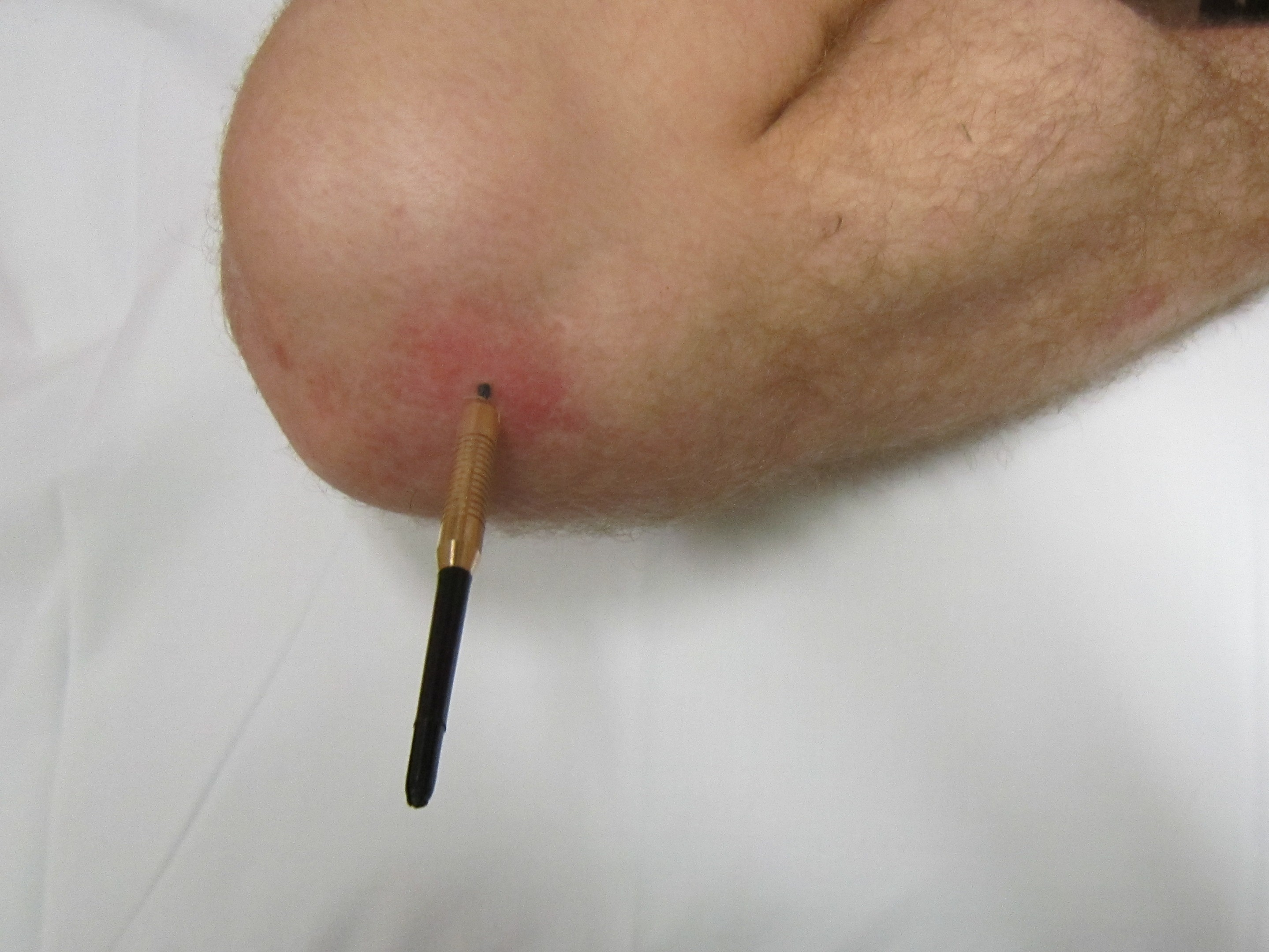

Rana kłuta (łac. Vulnus ictum s. punctatum) charakteryzuje się bardzo małą powierzchnią widoczną na skórze i poważnymi nieraz uszkodzeniami wewnętrznymi ciała. Jest ona głęboka i w jej wyniku mogą ulec uszkodzeniu narządy wewnętrzne, które mogą się skończyć późniejszymi powikłaniami (np. przebicie ścięgna może spowodować jego dożywotnią niesprawność, przebicie mięśnia może spowodować uszkodzenie żyły lub tętnicy, czego wynikiem może być wewnętrzny wylew lub krwotok, a przebicie takich narządów jak serce lub wątroba może być przyczyną śmierci).

Przeczytaj ostrzeżenie dotyczące informacji medycznych i pokrewnych zamieszczonych w Wikipedii.